# Moroka
Moroka est une ville de l'Est du Botswana, située à la frontière du Zimbabwe.